# CART World Series 1988
CART World Series 1988 vanns av Danny Sullivan.

## Delsegrare
| Datum        | Bana             | Vinnare            | Team               | Rapport |
| ------------ | ---------------- | ------------------ | ------------------ | ------- |
| 10 april     | Phoenix          | Mario Andretti     | Newman/Haas Racing | *       |
| 24 april     | Long Beach       | Al Unser Jr.       | Galles Racing      | *       |
| 29 maj       | Indianapolis 500 | Rick Mears         | Penske Racing      | *       |
| 5 juni       | Milwaukee        | Rick Mears         | Penske Racing      | *       |
| 19 juni      | Portland         | Danny Sullivan     | Penske Racing      | *       |
| 3 juli       | Cleveland        | Mario Andretti     | Newman/Haas Racing | *       |
| 17 juli      | Toronto          | Al Unser Jr.       | Galles Racing      | *       |
| 24 juli      | Meadowlands      | Al Unser Jr.       | Galles Racing      | *       |
| 7 augusti    | Michigan 500     | Danny Sullivan     | Penske Racing      | *       |
| 21 augusti   | Pocono           | Bobby Rahal        | Truesports Co.     | *       |
| 4 september  | Mid-Ohio         | Emerson Fittipaldi | Patrick Racing     | *       |
| 11 september | Road America     | Emerson Fittipaldi | Patrick Racing     | *       |
| 25 september | Nazareth         | Danny Sullivan     | Penske Racing      | *       |
| 16 oktober   | Laguna Seca      | Danny Sullivan     | Penske Racing      | *       |
| 6 november   | Miami            | Al Unser Jr.       | Galles Racing      | *       |

## Slutställning
| Plats | Förare                | Team                                         | Poäng |
| ----- | --------------------- | -------------------------------------------- | ----- |
| 1     | Danny Sullivan        | Penske Racing                                | 182   |
| 2     | Al Unser Jr.          | Galles Racing                                | 149   |
| 3     | Bobby Rahal           | Truesports                                   | 136   |
| 4     | Rick Mears            | Penske Racing                                | 129   |
| 5     | Mario Andretti        | Newman/Haas Racing                           | 126   |
| 6     | Michael Andretti      | Kraco Racing                                 | 119   |
| 7     | Emerson Fittipaldi    | Patrick Racing                               | 105   |
| 8     | Raul Boesel           | Doug Shierson Racing                         | 89    |
| 9     | Derek Daly            | Raynor Motorsports Group                     | 53    |
| 10    | Teo Fabi              | Porsche Motorsports                          | 44    |
| 11    | John Jones            | Arciero Racing                               | 44    |
| 12    | Roberto Guerrero      | Granatelli Racing                            | 40    |
| 13    | Kevin Cogan           | Doug Shierson Racing                         | 40    |
| 14    | Arie Luyendyk         | Dick Simon Racing                            | 31    |
| 15    | Didier Theys          | Dick Simon Racing                            | 29    |
| 16    | A.J. Foyt             | A.J. Foyt Enterprises                        | 25    |
| 17    | Tony Bettenhausen Jr. | Bettenhausen Motorsports                     | 25    |
| 18    | Howdy Holmes          | Alex Moralles Racing                         | 24    |
| 19    | Al Unser              | Penske Racing Granatelli Racing              | 23    |
| 20    | Scott Atchison        | Machinists Union Racing                      | 17    |
| 21    | Gordon Johncock       | Hemelgarn Racing                             | 16    |
| 22    | Phil Krueger          | Phil Baker Racing Dayton-Walther Motorsports | 15    |
| 23    | Scott Brayton         | Hemelgarn Racing                             | 12    |
| 24    | Dick Simon            | Dick Simon Racing                            | 11    |
| 25    | Rocky Moran           | Gohr Racing A.J. Foyt Enterprises            | 9     |